# Южный Грас
Южный Грас (фр. Grasse-Sud) — упразднённый кантон во Франции, в регионе Прованс — Альпы — Лазурный Берег, департамент Приморские Альпы. Кантон был образован в 1985 году. Входил в состав округа Грас. Код INSEE кантона — 0610.
До марта 2015 года в состав кантона Южный Грас входило 3 коммуны, административный центр располагался в коммуне Грас.

## Состав кантона
| Коммуна         | Население, чел. (1999) | Почтовый индекс | Код INSEE |
| --------------- | ---------------------- | --------------- | --------- |
| Грас            | 20 485                 | 06130           | 06069     |
| Орибо-сюр-Сьянь | 2612                   | 06810           | 06007     |
| Пегома          | 5794                   | 06580           | 06084     |

## Население
Население кантона на 2007 год составляло 31 636 человек.
| 1962 | 1968 | 1975 | 1982 | 1990 | 1999   | 2006   | 2007   | 2008 |
| ---- | ---- | ---- | ---- | ---- | ------ | ------ | ------ | ---- |
| —    | —    | —    | —    | —    | 28 891 | 30 783 | 31 636 | —    |

По закону от 17 мая 2013 и декрету от 24 февраля 2014 года количество кантонов в департаменте Приморские Альпы уменьшилось с 52-х до 27-ми. Новое территориальное деление департаментов на кантоны вступило в силу во время выборов 2015 года. После реформы кантон был упразднён. Коммуны переданы с состав вновь созданных кантонов Мандельё-ла-Напуль и Грас-1 (округ Грас).